# Richard Chaves
Richard John Chaves (ur. 9 października 1951 w Jacksonville) – amerykański aktor filmowy.

## Życiorys
Urodził się w Jacksonville na Florydzie. W 1970 wstąpił do wojska i przez trzy lata służył w Wietnamie. Po skończeniu służby wojskowej zamieszkał w Los Angeles i rozpoczął karierę aktorską. Pierwszą rolę kinową zagrał w filmie Świadek, znany jest m.in. z roli Poncho Ramireza w filmie Predator.

## Filmografia
- Świadek (1985) jako detektyw z wydziału zabójstw
- Przerwać ogień (1985) jako Badman
- Predator (1987) jako Poncho Ramirez
- Nocne oczy II (1992) jako Hector Mejenes
- Night Realm (1994) jako Ursis
- Dark House (2009) jako oficer Jones